# Grand Hotel (periodico)
Grand Hotel è una tra le più diffuse riviste settimanali di attualità italiane. Ha contribuito alla diffusione del genere del fotoromanzo, raggiungendo tirature di oltre un milione di copie a numero.

## Storia editoriale
Nel 1946 i fratelli Alceo e Domenico Del Duca, proprietari della Editrice Universo, insieme a Matteo Macciò, hanno l'idea di lanciare un settimanale basato su storie d'amore disegnate a fumetti, a prezzo basso, destinato al pubblico femminile. I detrattori lo definirono "un giornale per le cameriere". Il 29 giugno dello stesso anno viene pubblicato il primo numero di Grand Hotel, al prezzo di 12 lire per sedici pagine: il successo è, sin dalle prime copie, molto grande.
Per questo risultato il 26 luglio dello stesso anno gli editori emettono una ristampa identica del primo numero.
La sede della rivista è a Milano in via Stresa 22, in quella che è anche la sede della casa editrice; Macciò diventa il primo direttore; rimarrà in carica ininterrottamente per più di vent'anni. Tra i disegnatori che collaborano alla rivista è da ricordare Walter Molino. Presto Macciò ha l'idea di realizzare anche storie d'amore fotografiche (come quelle realizzate su idea di Stefano Reda per la testata Il mio sogno): si tratta del fotoromanzo che, sebbene non inventato per Grand Hotel, trova su questa rivista un'ampia diffusione, al punto da oscurare completamente le storie a fumetti.
Negli anni cinquanta la tiratura di Grand Hotel superò il milione di copie. Negli anni successivi vengono anche sviluppate delle rubriche di attualità, in particolare sul cinema (con particolare attenzione ai fatti di cronaca rosa del bel mondo) e sulla musica; inoltre vengono pubblicati romanzi a puntate.
A partire dagli anni Sessanta la rivista cambia gradualmente formula, aggiungendo articoli di cronaca e rubriche, e nel 1970 abbandona i cineromanzi per sostituirli con i fotoromanzi. Grand Hotel viene pubblicato settimanalmente.
Tra le attrici e attori protagonisti dei fotoromanzi di Grand Hotel prima di approdare al reatro, al cinema, al doppiaggio e alla TV si ricordano Vittorio Gassman, Giorgio Albertazzi, Claudia Cardinale, Mike Bongiorno, Virna Lisi, Gina Lollobrigida, Scilla Gabel, George Hilton, Alberto Lupo, Massimo Serato, Silvana Pampanini, Maurizio Merli, Jinny Steffan, Paolo Giusti, Sebastiano Somma, Massimo Ciavarro, Enrico Mutti, Maurizio Aiello, Alessio Boni, Patrizio Pelizzi, Roberto Farnesi, Ettore Bassi, Gabriel Garko, Giovanna Rei, Paolo Persi, Valentina Pace, Gerardo Amato, Cosima Coppola, Fabio Fulco, Simone Piccioni, Pascal Persiano, Anna Valle, Luca Ward, Kaspar Capparoni, Milena Miconi, Francesco Arca e Franco Califano.